# Thorsten Flick
Thorsten Flick (ur. 22 sierpnia 1976 w Darmstadt) – niemiecki piłkarz występujący na pozycji obrońcy.

## Życiorys
Junior SV Groß-Bieberau, SV Darmstadt 98 i Eintrachtu Frankfurt, do którego trafił w 1993 roku. Na początku 1995 roku został włączony do pierwszej drużyny. Jego debiutem w zespole seniorów był występ przeciwko Juventusowi w 1/4 finału Pucharu UEFA (1:1); Flick wystąpił również w rewanżu (0:3). W Bundeslidze zadebiutował 4 marca 1995 roku w wygranym 2:0 meczu z Bayerem Leverkusen. W pierwszym sezonie rozegrał dziewięć spotkań w Bundeslidze. Sezon 1995/1996 spędził przeważnie w rezerwach, rozgrywając wówczas 14 meczów. W pierwszej drużynie wystąpił w dwóch spotkaniach. Ponadto 26 marca 1996 roku wystąpił w zremisowanym 0:0 spotkaniu reprezentacji Niemiec U-21 z Danią. W sezonie 1995/1996 jego klub spadł z Bundesligi i przez kolejne dwa sezony Flick występował na szczeblu 2. Bundesligi, rozgrywając w ciągu dwóch sezonów 24 spotkania. W 1998 roku Eintracht awansował do Bundesligi. Na początku 1999 roku Flick został zawodnikiem SSC Napoli, dla którego rozegrał dwa mecze w Serie B. W sezonie 1999/2000 grał w trzech klubach: 1. FC Saarbrücken, VfB Oldenburg, Viktorii Aschaffenburg. Latem 2000 roku został zawodnikiem Debreceni VSC. W NB I zadebiutował 23 lipca w przegranym 1:2 spotkaniu z MTK-Hungária FC. Ogółem w najwyższej węgierskiej klasie rozgrywkowej wystąpił 15 razy, zdobywając jednego gola. Następnie grał w klubach Oberligi. W sezonie 2001/2002 występował w KSV Klein-Karben, w latach 2003–2005 i 2006–2007 był zawodnikiem 1. FC Germania 08 Ober-Roden, a w latach 2005–2006 grał w SV Erzhausen. Pod koniec 2007 roku zakończył karierę.

## Statystyki ligowe
| Sezon         | Klub                         | Liga          | Mecze | Gole |
| ------------- | ---------------------------- | ------------- | ----- | ---- |
| 1994/1995 (w) | Eintracht Frankfurt          | Bundesliga    | 9     | 0    |
| 1995/1996     | Eintracht Frankfurt          | Bundesliga    | 2     | 0    |
| 1996/1997     | Eintracht Frankfurt          | 2. Bundesliga | 16    | 0    |
| 1997/1998     | Eintracht Frankfurt          | 2. Bundesliga | 8     | 1    |
| 1998/1999 (j) | Eintracht Frankfurt          | Bundesliga    | 1     | 0    |
| 1998/1999 (w) | SSC Napoli                   | Serie B       | 2     | 0    |
| 1999/2000 (j) | 1. FC Saarbrücken            | Regionalliga  | 6     | 0    |
| 1999/2000     | VfB Oldenburg                | Regionalliga  | 11    | 0    |
| 1999/2000 (w) | Viktoria Aschaffenburg       | Oberliga      | 6     | 2    |
| 2000/2001 (j) | Debreceni VSC                | NB I          | 15    | 1    |
| 2001/2002     | KSV Klein-Karben             | Oberliga      | 17    | 1    |
| 2003/2004     | 1. FC Germania 08 Ober-Roden | Oberliga      | 19    | 3    |
| 2004/2005     | 1. FC Germania 08 Ober-Roden | Oberliga      | 23    | 1    |
| 2005/2006     | SV Erzhausen                 | Oberliga      | 31    | 1    |
| 2007/2008 (j) | 1. FC Germania 08 Ober-Roden | Oberliga      | 10    | 0    |